# Galium bifolium
Galium bifolium là một loài thực vật có hoa trong họ Thiến thảo. Loài này được S.Watson mô tả khoa học đầu tiên năm 1871.